# Selydove
Selydove (ukrajinsky Селидове; rusky Селидово, Selidovo) je město v Doněcké oblasti na Ukrajině. Nachází se v oblasti Donbasu 44 kilometrů na severozápad od Doněcka, správního střediska celé oblasti. V roce 2013 v něm žilo přes třiadvacet tisíc obyvatel.
Město bylo během rusko-ukrajinské války koncem října 2024 dobyto ruskou armádou.

## Doprava
Kolem Selydove vede dálnice M 04 ze Znamjanky do Krasnodonu, které je ve své části zahrnující Selydove součástí evropské silnice E40 z Calais do Ridderu.